# Шанхайський маглев
31°12′14″ пн. ш. 121°33′14″ сх. д. / 31.204° пн. ш. 121.554° сх. д.
Шанхайський маглев (кит.: 上海磁浮示范运营线 Shàng-hǎi  cí-fú  shì-fàn yùn-yíng  xiàn) — перша у світі комерційна залізнична лінія на магнітій підвісці. З'єднує станцію шанхайського метро «Лун'ян Лу» з міжнародним аеропортом Шанхай-Пудун. Є небувалим за вартістю проектом (10 мільярдів юанів). 
Потяг долає відстань 30 км за 8 хв 01 сек., розганяючись до швидкості 431 км/год, на якій тримається протягом приблизно 1,5 хв. Будувалася німецькою компанією Transrapid в 2001—2003 рр.., введена в експлуатацію 1 січня 2004. До 2010 р. лінію планується продовжити до аеропорту Хунцяо і далі на південний захід до Ханчжоу, столиці провінції Чжецзян, після чого її довжина складе 175 км.
Значна частина залізничної лінії прокладена по заболоченій місцевості. Кожна опора естакади розташовується на бетонній подушці, встановленої на скельній основі. У деяких місцях товщина цієї подушки досягає 85 метрів.
Ціна квитка в одну сторону — ¥50 (~більше 7 доларів).